# Jia Sidao

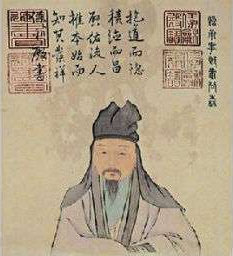
Portrait vom Chinesischen Politiker Jia Sidao

Jia Sidao (chinesisch 賈似道, Pinyin Jiǎ Sìdào, W.-G. Chia Ssu-tao; * 1213; † 1275) war ein chinesischer Politiker der südlichen Song-Dynastie. Von 1259 bis zu seiner Hinrichtung 1275 war er Kanzler unter den Kaisern Lizong und Duzong.
Jia wird von der zeitgenössischen chinesischen Geschichtsschreibung als Erzbösewicht geschildert, der den Untergang des Reiches mit verursacht haben soll. Zum Ende der südlichen Song-Dynastie hatte die Steuerflucht der Großgrundbesitzer große Ausmaße erreicht; zudem überforderte der Abwehrkampf gegen die Mongolen die Staatsfinanzen. Unter diesen Umständen verfügte Jia 1263/64 eine radikale Maßnahme: Per Gesetz wurden Landbesitzer gezwungen, Land, das über eine gewisse Fläche hinausging, zu einem Drittel an den Fiskus zu verkaufen, was auf eine Teilenteignung hinauslief. Damit kam ein Fünftel der bebauten Fläche in staatliche Hand. Die Erträge dieses Landes gingen an den Staat, wodurch die Versorgung der Truppen sichergestellt werden konnte – jedoch auf Kosten der Popularität der Regierung.
Jia versuchte auch den Vorrang der zivilen Führung über die Streitkräfte zu sichern und verfügte wiederholt Rechnungsprüfungen bei den Heerführern, was deren Loyalität zum Kaiserhaus auf eine harte Probe stellte. Als der Krieg 1268 wieder aufflammte, ergaben sich viele Song-Kommandanten kampflos den Mongolen. Nach dem Fall der Festung Xiangyang im Jahr 1273 wurde Jia abgesetzt.
Jia wurde 1275 hingerichtet. Vier Jahre später ging das Song-Reich mit der vollständigen Eroberung durch die Mongolen zu Ende.